# Momčilo Krajišnik
Momčilo Krajišnik (in alfabeto cirillico Момчило Крајишник; Sarajevo, 20 gennaio 1945 – Banja Luka, 15 settembre 2020) è stato un politico serbo e criminale di guerra.

## Biografia
Tra il 1990 e il 1992 fu il presidente dell'Assemblea Nazionale della Repubblica Serba di Bosnia ed Erzegovina e tra giugno e dicembre 1992, membro della presidenza allargata della stessa repubblica. Dopo la guerra di Bosnia divenne il rappresentante serbo della presidenza a tre della Bosnia ed Erzegovina dal 1996 al 1998, anno nel quale non fu rieletto, in quanto sconfitto da Živko Radišić.
Nel 2006 il Tribunale Penale Internazionale per i crimini commessi nella ex Jugoslavia (International Criminal Tribunal for the former Yugoslavia, abbreviato in ICTY) lo dichiarò colpevole di crimini contro l'umanità durante la guerra di Bosnia e lo condannò a 20 anni di reclusione.  Nel 2013 fu rilasciato e fece ritorno nella Repubblica Serba di Bosnia ed Erzegovina.
Morì il 15 settembre 2020 all'età di 75 anni, vittima del COVID-19.